# Туралей
Туралей (англ. Turalei) — город на севере Южного Судана, административный центр округа Твик (округ) провинции Вараб.

## География
Расположен в излучине реки Абьей-Туралей недалеко от границы с Суданом и районом Абьей, чья принадлежность остаётся спорной.

## История
История Туралея связана с суданской Второй гражданской войной 1983—2005 годов, поскольку он был близок к территории противостояния. В 2011 году сюда бежали около 15 тысяч жителей Абьея и Агока, спасаясь от боевых действий. В Туралее, где есть медицинский центр, была организована база международной медицинской гуманитарной организации «Врачи без границ», сотрудники которой помогали беженцам.

## Демография
По состоянию на 2013 год, постоянное население Туралея — 4646 человек. 

## Инфраструктура
В Туралее действует начальная школа, организованная местным уроженцем баскетболистом Мануте Болом.

## Транспорт
Через Туралей проходит автомобильная дорога B-38.

## Известные жители
В Туралее родился известный суданский баскетболист Мануте Бол, выступавший в НБА. Он скончался в 2010 году и похоронен здесь.